# Доборшино
Доборшино — опустевшая деревня в Калининском районе Тверской области России. Относится к Красногорскому сельскому поселению.

## География
Расположено на правом берегу реки Тьмака, примерно в 41 км на юго-запад от Твери.
На 2020 год в Доборшино улиц не числится.
Высота центра селения над уровнем моря — 138 м.

## История
Ранее Доборшино входило в Тверской уезд Тверской губернии

## Население
| 2010 |
| ---- |
| 0    |

## Инфраструктура
Личное подсобное хозяйство.

## Транспорт
Просёлочная дорога. 